# اتفاقية كوبنهاغن
اتفاقية كوبنهاغن هي اتفاقية سياسية كشفت عنها مجموعة صغيرة من الدول، بما في ذلك الولايات المتحدة وبعض الدول الناشئة، في نهاية مؤتمر المناخ في كوبنهاغن لعام 2009.
كما لم يتم اعتمادها من قبل في مؤتمر الأطراف الخامس عشر (COP15) إلى اتفاقية الأمم المتحدة الإطارية بشأن تغير المناخ التي «تحيط علما» فقط بالاتفاق، لا تتمتع كوبنهاغن بأي قيمة قانونية وتتم دعوة الدول للانضمام إليها على أساس فردي. ويتضمن اتفاق كوبنهاغن تذييلين يتم فيه جمع أهداف خفض الانبعاثات للأطراف المدرجة في المرفق الأول (البلدان المتقدمة) وتدابير التخفيف الوطنية الملائمة من الأطراف غير المدرجة في المرفق الأول (البلدان النامية). على الرغم من أنه لا يحتوي على أي أهداف لخفض الربط، فإن اتفاقية كوبنهاغن تقر بأهمية الحد بشكل كبير من انبعاثات غازات الاحتباس الحراري (GHG) من أجل الحد من ارتفاع درجة الحرارة إلى 2 درجة مئوية. كما تخطط للتنفيذ الفوري لـ REDD + وإنشاء صندوق المناخ الأخضر لتعبئة 100 مليار دولار أمريكي بحلول عام 2020.

## السياق
المرحلة الأولى من بروتوكول كيوتو اتفاقية خفض غازات الدفيئة الملزمة قانونًا التي تنتهي في عام 2012، استؤنفت المفاوضات بشكل طبيعي للأطراف المدرجة في الملحق وشارك في المرحلة الثانية من التخفيض (2013-2020). وبما أن بلدان المرفق الأول فقط خاضعة لأهداف التخفيض ولم تصادق الولايات المتحدة بعد على البروتوكول، فمن الضروري تحديد بوابة أخرى لنظام المناخ بعد عام 2012. هذا ما فعلته الأطراف في بالي عام 2007 (COP13) في قيادة المفاوضات على مسارين متوازيين: أحدهما في إطار بروتوكول كيوتو (بشأن المرحلة الثانية من المشاركة القطرية للمرفق الأول)، ومسار بموجب اتفاقية الأمم المتحدة الإطارية بشأن تغير المناخ (UNFCCC)، لإشراك المجتمع الدولي بأكمله (بما في ذلك الولايات المتحدة والبلدان الناشئة) في مكافحة تغير المناخ. وتشكل هذه الأصوات المتوازية ولكن المتقاربة خريطة طريق بالي التي من شأنها أن تؤدي إلى اتفاق عالمي في مؤتمر كوبنهاغن (COP15).
وهكذا يبدو مؤتمر كوبنهاغن نقطة محورية. كان للطرفين الاختيار بين: تمديد بروتوكول كيوتو لفترة التزام ثانية؛ دمج قناتين للتفاوض في اتفاق واحد. كسر مع نموذج كيوتو وأساس مكافحة تغير المناخ لأسباب أخرى. يبدو أنه في كوبنهاغن لم يتم الاتفاق على أي من هذه الخيارات، وهو ما يفسر جزئيا توقف المفاوضات في نهاية الأسبوع الأول وتطور اتفاق كوبنهاغن من قبل مجموعة صغيرة قدمها في مؤتمر الأطراف كأمر واقع. بيد أن بعض البلدان المحيطة بعملية صياغة الوثيقة تعرضت لانتقادات شديدة من جانب بعض البلدان، بحيث لم يعتمد مؤتمر كوبنهاغن اتفاق كوبنهاغن في 15 تشرين الأول/أكتوبر، الذي «أخذ العلم به». واليوم، تركز المحادثات بين الدول على ما إذا كان ينبغي أن يكون نظام المناخ المقبل جزءاً من اتفاق كوبنهاغن أو بروتوكول كيوتو.

## اقرأ أيضاً
- مؤتمر الأمم المتحدة للتغير المناخي 2016
- الهيئة الحكومية الدولية المعنية بتغير المناخ

## وصلات خارجية
- Accord de Copenhague
- Version officielle française (voir décision 2/CP.15)